# Frank Press

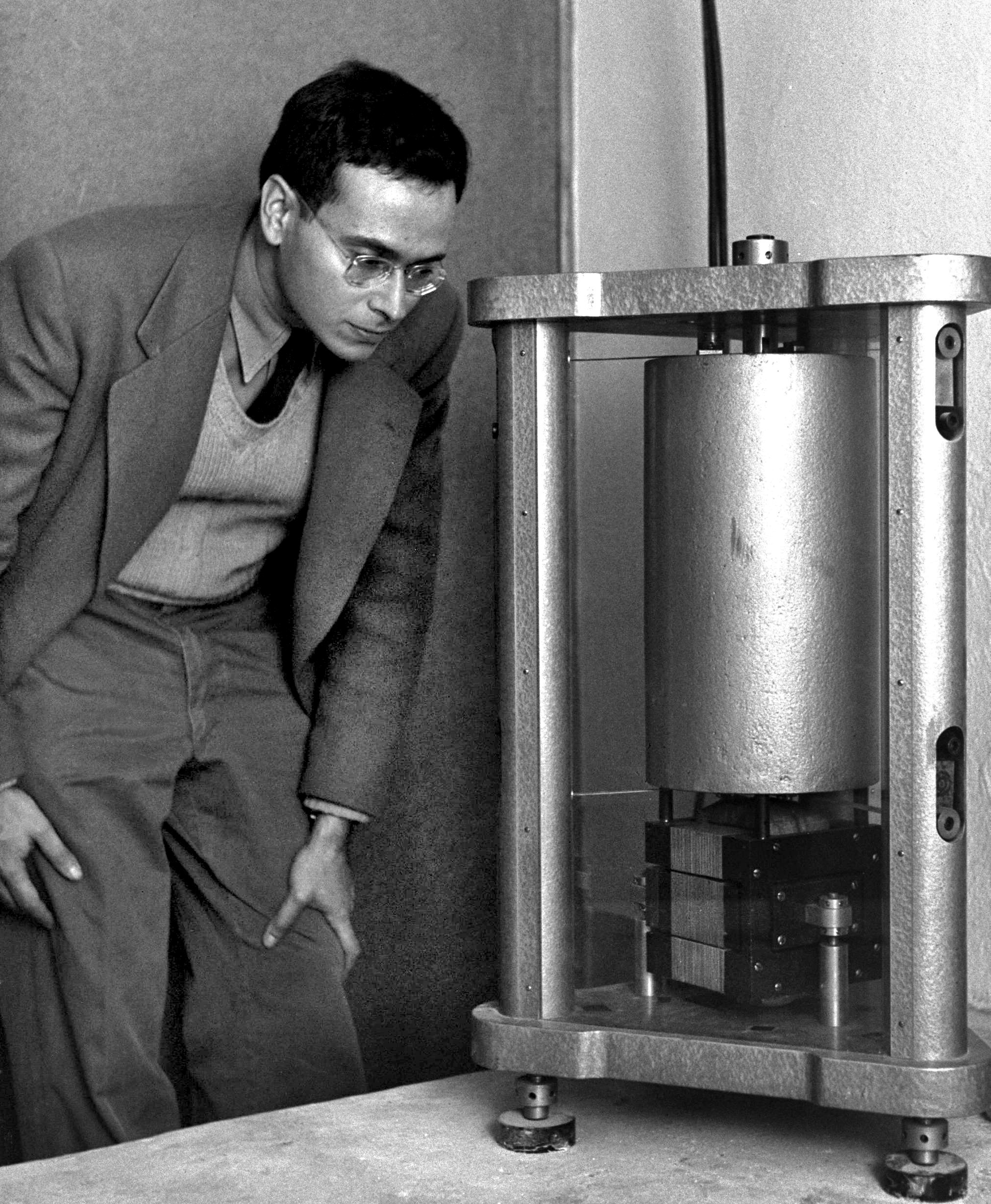
Press im Seismologischen Observatorium in Jerusalem, 1953

Frank Press (* 4. Dezember 1924 in Brooklyn, New York City, New York; † 29. Januar 2020 in Chapel Hill, North Carolina) war ein US-amerikanischer Geophysiker.

## Leben
Press studierte am City College of New York (Bachelor 1944) und an der Columbia University, wo er 1946 seinen Master-Abschluss machte und 1949 in Geophysik promoviert wurde. Ab 1945 war er Assistant Professor und später Associate Professor an der Columbia University (Lamont-Doherty Earth Observatory) bei Maurice Ewing. Ab 1955 war er Professor für Geophysik am Caltech, zeitgleich mit den Seismologen Charles Francis Richter und Hugo Benioff. Dort war er von 1957 bis 1965, als Nachfolger von Beno Gutenberg, Direktor des Seismologischen Labors. Ab 1965 war er Professor am Massachusetts Institute of Technology (MIT), wo er von 1982 an die Abteilung Earth and Planetary Science leitete. Als einen Grund für den Wechsel führte Press an, dass er mehr in die Ozeanographie gehen wollte. Er war lebenslanges Mitglied der MIT Corporation. Ferner war er Leiter (Principal) der Washington Advisory Group.

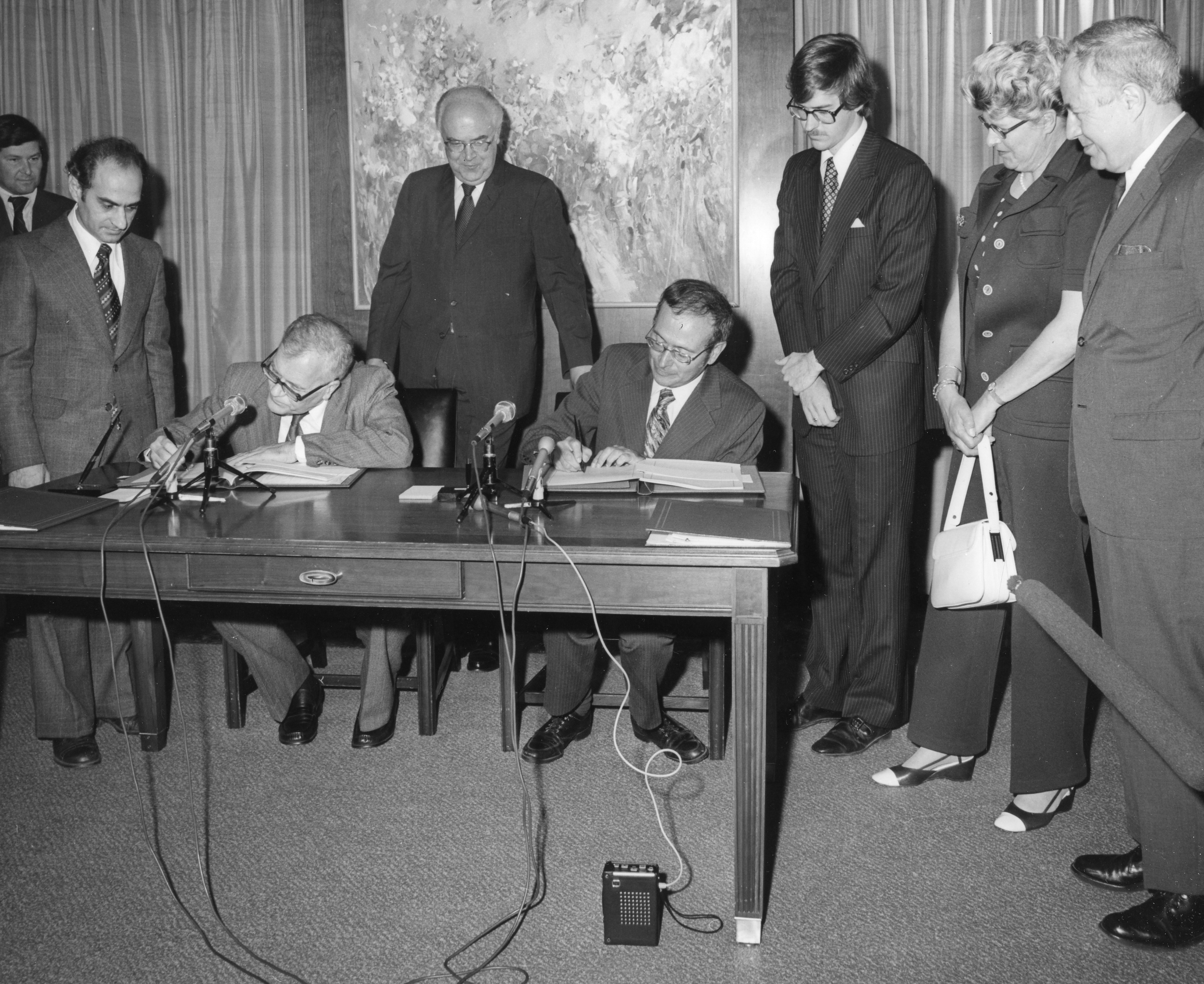
Wladimir Kirillin und Frank Press (rechts) unterzeichnen die USA-Sowjetunion-Übereinkunft für wissenschaftliche und technische Zusammenarbeit am 24. Mai 1972 in Moskau

Von 1981 bis 1994 war er als Nachfolger von Philip Handler Präsident der National Academy of Sciences sowie Vorsitzender des National Research Council. Von 1961 bis 1964 war er im wissenschaftlichen Beratungsgremium (Presidential Scientific Advisory Committee) des US-Präsidenten, beriet die Arms Control and Disarmament Agency und war an den Verhandlungen zur Begrenzung der Kernwaffentests in Genf und Moskau beteiligt. 1962 war er Präsident der Seismological Society of America und von 1974 bis 1976 der American Geophysical Union. Er beriet auch die NASA, das US-Verteidigungsministerium und die US Navy. Von 1977 bis 1981 war er erneut wissenschaftlicher Berater des Präsidenten (Jimmy Carter) und als Nachfolger von Guyford Stever Direktor des Office of Science and Technology Policy. Im Juli 1977 schrieb er ein Memo an den Präsidenten worin er vor potentiell katastrophalen Auswirkungen der CO2 Emissionen auf das Klima warnte.

## Werk
Press befasste sich mit Seismologie (unter anderem Mechanismen von Erdbeben, elastische Wellenausbreitung), dem inneren Aufbau von Planeten und des Mondes, Struktur von Erdkruste und Erdmantel, regionaler und submariner Geophysik. An der Columbia University entwickelte er den Press-Ewing-Seismographen und am Caltech wurden unter seiner Leitung die ersten digitalen Seismographen eingeführt. Press war ein Pionier in der Beobachtung von Erdbebenwellen großer Wellenlänge und er war an der Entdeckung der freien Schwingungen der Erde als Ganzes beteiligt (in den höheren Moden aus der Analyse des Kamtschatka-Erdbebens von 1952 und später aus der Analyse des Chile-Erdbebens 1960) Gleichzeitig gelang dies auch mehreren anderen Gruppen (an der UCLA in der Gruppe von J. Freeman Gilbert und etwas später in der Gruppe von Maurice Ewing an der Columbia). Er war an der Installation eines weltweiten Netzwerks von Seismographen zur Überwachung des Kernwaffenteststop-Abkommens von 1963 wesentlich beteiligt (mit Dave Griggs von der UCLA).
Er war mit dem Geologen Raymond Siever Verfasser eines verbreiteten Lehrbuchs der Geologie.

## Ehrungen
- 1972 Arthur L. Day Medal, Geological Society of America
- 1972 Goldmedaille, Royal Astronomical Society
- 1979 William Bowie Medal, American Geophysical Union
- 1982 Maurice Ewing Medal (SEG)
- 1993 Pupin Medal der Columbia University[7]
- 1993 Japan-Preis
- 1994 National Medal of Science
- 1994 Vannevar Bush Award
- 1997 Lomonossow-Goldmedaille
- 2007 Pick and Gavel Award, Association of American State Geologists.
- Verdienstorden der Bundesrepublik Deutschland
- Ritter der Ehrenlegion

Er war vielfacher Ehrendoktor.
1956 wurde er Sloan Research Fellow. Press war auswärtiges Mitglied der Royal Society (1985), Mitglied der Académie des sciences, der National Academy of Sciences (1958), der American Academy of Arts and Sciences (1966), der American Philosophical Society (1973), der Russischen Akademie der Wissenschaften (1988) und der Päpstlichen Akademie der Wissenschaften (1999).
Ihm zu Ehren trägt der Mount Press, ein Berg in der Antarktis, seinen Namen.

## Schriften
- mit Raymond Siever, Thomas H. Jordan, Raymond Siever, John P. Grotzinger: Allgemeine Geologie. 5. Auflage, Spektrum Akademischer Verlag, Heidelberg / Berlin 2008 (Originaltitel: Understanding Earth, Freeman, New York, NY, 1993, übersetzt von Volker Schweizer), ISBN 3-8274-1812-7.
- mit Raymond Siever Earth, Freeman, San Francisco 4. Auflage 1986 (zuerst 1974)
- Earthquake Prediction, Scientific American, Mai 1975